# Niecka Włoszczowska
Niecka Włoszczowska (342.14) – region geograficzny o krajobrazie równinnym położony w południowej Polsce, w okolicy Włoszczowy, część Wyżyny Przedborskiej (będącej członem Wyżyny Małopolskiej). Region rozkłada się po obu stronach rzeki Pilicy i ma mieszany rolniczo-leśny charakter, z połaciami terenów podmokłych. Stanowi mezoregion z indeksem 342.14 w regionalizacji fizycznogeograficznej Polski. Największe miejscowości usytuowane w obrębie regionu to Koniecpol i Szczekociny. Włoszczowa, według aktualizacji granic mezoregionów z 2018 roku, znajduje się na styku Niecki Włoszczowskiej z Płaskowyżem Jędrzejowskim, formalnie wchodząc w skład tego drugiego mezoregionu.

## Środowisko przyrodnicze
Region ma powierzchnię 669 km² i Morfologicznie przedstawia podłużną misę o płaskim dnie i wzniesionych brzegach, otoczoną wyżej położonymi regionami – od wschodu Płaskowyżem Jędrzejowskim i Pasmem Przedborsko-Małogoskim, a od zachodu Progiem Lelowskim i Wzgórzami Radomszczańskimi. Na zachodzie łączy się ponadto mniej zaznaczającą się w terenie granicą z Niecką Przyrowską. Dnem Niecki Włoszczowskiej w kierunku północnym płynie Pilica.
Podłoże zbudowane jest ze skał kredowych, głównie margli. Pokrywają je plejstoceńskie osady zlodowacenia środkowopolskiego, w tym piaski przewiane w wydmy. Pilica oraz jej dopływy formują podmokłe doliny o sterasowanych zobaczach, rozcinając region na szereg równin o genezie denudacyjnej i poziomie wysokości bezwzględnych 220–250 m. Rzeźbę urozmaicają wzgórzyste wypiętrzenia utworzone z margli i opok dochodzące do poziomu 290 m.
Pokrywę glebową tworzy mozaika gleb płowych, rdzawych, ochrowych, torfowych i murszowych. Na powierzchni płaty lasów przeplatają się z obszarami rolniczymi. Region cechują liczne mokradła i łąki pozostawione odłogiem, a także stawy hodowlane pobudowane przy Pilicy i jej dopływach: Krztyni, Białce, Baryczce, Zwleczy, Czarnej.

## Różnice w podziałach geograficznych

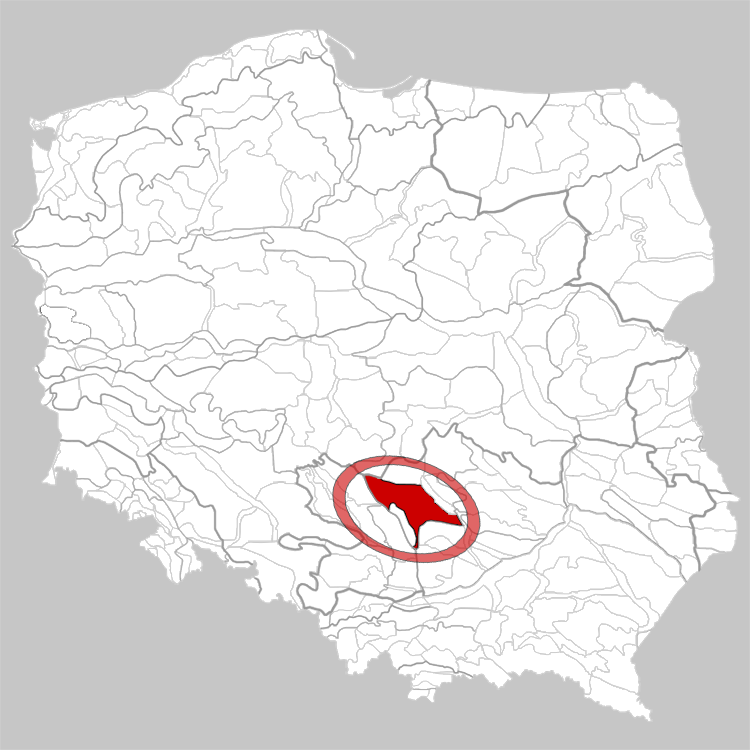
Obszar Niecki Włoszczowskiej wg regionalizacji J. Kondrackiego z 1994 r.

Mezoregion Niecki Włoszczowskiej w regionalizacji fizycznogeograficznej Polski według Jerzego Kondrackiego obejmował swoim zasięgiem rozległe terytorium wynoszące ok. 1200 km². W jego skład, oprócz doliny Pilicy z bliskim otoczeniem, wchodziła także dolina Warty na zachodzie oraz obszar miedzyrzecza Pilicy i Białej Nidy na wschodzie.
Wieloautorska aktualizacja podziału fizycznogeograficznego Polski z 2018 r. w zlewni Warty wydzieliła nowy mezoregion – Nieckę Przyrowską, a znaczną część międzyrzecza Pilicy i Białej Nidy włączyła do Płaskowyżu Jędrzejowskiego. W efekcie powierzchnia Niecki Włoszczowskiej zmniejszyła się o ok. 70% w stosunku do opracowania Jerzego Kondrackiego.
Nowej regionalizacji dokonano na podstawie badań Anny Majchrowskiej i Elżbiety Papińskiej z użyciem numerycznego modelu terenu. Zlewnię Warty od zlewni Pilicy rozdziela pas pagórów, co tworzy konfigurację dwóch sąsiadujących ze sobą odrębnych niecek. Dodatkowo w zlewni Pilicy częściej występują wychodnie skał kredowych w podłożu. Wyniesienie terenu w rejonie Białej Nidy wykazuje z kolei bardziej płaskowyżowe niż kotlinowate cechy rzeźby.